# 2. Damenbundesliga 2010 (Football)
Die 2. Damenbundesliga 2010 war die dritte Saison der zweithöchsten Spielklasse im American-Football in Deutschland für Frauen seit ihrer Neugründung.
Im Finale gewannen die Bochum Miners gegen die Mainz Golden Eagles Ladies mit 32:0.

## Modus
Die Spiele werden mit 9 gegen 9 Spielerinnen ausgetragen (mindestens 5 an der LOS) und haben eine Dauer von 4 × 8 Minuten. Am Spieltag müssen die Teams mindestens jeweils 13 spielfähige Spielerinnen antreten lassen.
In der Saison 2010 treten insgesamt acht Teams in zwei getrennten Gruppen an (je vier pro Gruppe). Jede dieser Gruppen trägt ein doppeltes Rundenturnier aus, wobei jedes Team einmal das Heimrecht genießt. Nach jeder Partie erhält die siegreiche Mannschaft zwei und die besiegte null Punkte. Bei einem Unentschieden erhält jede Mannschaft einen Punkt. Die Punkte des Gegners werden als Minuspunkte gerechnet. Nach Beendigung des Rundenturniers wird eine Rangliste ermittelt, bei der zunächst die Anzahl der erzielten Punkte entscheidend ist. Bei Punktgleichheit entscheidet der direkte Vergleich.
Nach den Rundenturnieren kämpfen die jeweils zwei bestplatzierten Mannschaften in zwei Play-off-Runden um den Aufstieg in die 1. Damenbundesliga (DBL).
In den Play-offs um den Aufstieg wird über Kreuz gespielt. Das heißt, der Gruppenerste spielt gegen den Zweiten der jeweils anderen Gruppe in einem Halbfinale. Entsprechend spielt der Gruppenzweite gegen den Ersten der jeweils anderen Gruppe. Hierbei genießen die Gruppenersten jeweils Heimrecht. Die siegreichen Teams treten im Finale gegeneinander an.

## Teams
In der Gruppe Nord haben die folgenden Teams am Ligabetrieb teilgenommen:
- Hamburg Blue Devilyns
- Kiel Baltic Witches
- Spandau Bulldogs Ladies (erstmalige Ligateilnahme)
- Wolfenbüttel Black Widows (vorher als Salzgitter Black Widows)

In der Gruppe Süd haben die folgenden Teams am Ligabetrieb teilgenommen:
- Bochum Miners
- Mainz Golden Eagles Ladies (vorher als Mainz Lady Warriors)
- Neuss Frogs (erstmalige Ligateilnahme)
- Stuttgart Scorpions Sisters

## Saisonverlauf
Die Saison 2010 begann am 18. April 2010 mit zwei Eröffnungsspielen. Insgesamt nahmen acht Teams an der Liga teil und damit eine mehr als im Vorjahr. Die Spandau Bulldogs Ladies und Neuss Frogs nehmen jeweils zum ersten Mal am deutschen Frauenligabetrieb teil. Außerdem benennen sich die Salzgitter Black Widows nach ihrem Spielort Wolfenbüttel um und die Mainz Lady Warriors heißen fortan Mainz Golden Eagles Ladies.
In der Nord-Gruppe wurden die Wolfenbüttel Black Widows mit fünf Siegen und einer Niederlage Gruppensieger. Das Halbfinalspiel gegen die Mainz Golden Eagles Ladies musste aufgrund der Wetterverhältnis mehrfach abgesagt werden, weshalb sich die Black Widows letztendlich dazu entschieden das Halbfinale abzugeben. Gruppenzweite wurden die Kiel Baltic Witches.
In der Süd-Gruppe wurden die Bochum Miners mit ebenfalls fünf Siegen und einer Niederlage Gruppensieger. Im Halbfinale gewannen sie mit 30:23 gegen die Kiel Baltic Witches. Trotz eigentlich besserer Bilanz im direkten Vergleich wurden die Mainz Golden Eagles Ladies Gruppenzweite, da ihr Hinspiel gegen die Bochum Miners aufgrund zu weniger Spielerinnen am Spieltag nachträglich mit 0:20 strafgewertet werden musste.
Das Finale fand am 16. Oktober 2010 in Herne statt, da die Bochum Miners Heimrecht genossen. Am Ende gewannen die Bochumerinnen deutlich mit 32:0 gegen die Mainz Golden Eagles Ladies, womit sie sich den Aufstieg in die DBL sicherten. Vor Beginn der Saison 2011 entschieden sie sich allerdings dagegen und blieben in der DBL2.

### Abschlusstabelle
| Gruppe Nord | Gruppe Nord               | Gruppe Nord | Gruppe Nord | Gruppe Nord | Gruppe Nord | Gruppe Nord | Gruppe Nord |    | Gruppe Süd                  | Gruppe Süd | Gruppe Süd | Gruppe Süd | Gruppe Süd | Gruppe Süd | Gruppe Süd | Gruppe Süd |
| #           | Team                      | Punkte      | Sp          | S           | U           | N           | TD-Pkt.     | #  | Team                        | Punkte     | Sp         | S          | U          | N          | TD-Pkt.    |            |
| ----------- | ------------------------- | ----------- | ----------- | ----------- | ----------- | ----------- | ----------- | -- | --------------------------- | ---------- | ---------- | ---------- | ---------- | ---------- | ---------- | ---------- |
| 1.          | Wolfenbüttel Black Widows | 10:20       | 6           | 5           | 0           | 1           | 167:270     | 1. | Bochum Miners               | 10:20      | 6          | 5          | 0          | 1          | 142:880    |            |
| 2.          | Kiel Baltic Witches       | 10:20       | 6           | 5           | 0           | 1           | 171:460     | 2. | Mainz Golden Eagles Ladies  | 10:20      | 6          | 5          | 0          | 1          | 176:380    |            |
| 3.          | Spandau Bulldogs          | 04:80       | 6           | 2           | 0           | 4           | 060:118     | 3. | Stuttgart Scorpions Sisters | 04:80      | 6          | 2          | 0          | 4          | 084:156    |            |
| 4.          | Hamburg Blue Devilyns     | 00:12       | 6           | 0           | 0           | 6           | 000:207     | 4. | Neuss Frogs                 | 00:12      | 6          | 0          | 0          | 6          | 042:162    |            |

Erläuterung: = Qualifikation für die Play-offs, Stand: 16. Oktober 2010 (Saisonende)
- Tie-Break: Wolfenbüttel gewinnt direkten Vergleich gegen Kiel (34:27), Bochum vor Mainz aufgrund Strafwertung gegen Mainz[5]

### Play-offs
|  | Halbfinale | Halbfinale                 | Halbfinale |  |  | Finale | Finale                     | Finale |
|  |            |                            |            |  |  |        |                            |        |
|  |            |                            |            |  |  |        |                            |        |
|  | S1         | Bochum Miners              | 30         |  |  |        |                            |        |
|  | N2         | Kiel Baltic Witches        | 24         |  |  |        |                            |        |
|  |            |                            |            |  |  | S1     | Bochum Miners              | 32     |
|  |            |                            |            |  |  | S2     | Mainz Golden Eagles Ladies | 0      |
|  | N1         | Wolfenbüttel Black Widows  | 0*         |  |  |        |                            |        |
|  | S2         | Mainz Golden Eagles Ladies | 20*        |  |  |        |                            |        |
|  |            |                            |            |  |  |        |                            |        |

* Wertung

#### Halbfinale
|                         |                            |  |               |                           |                     |  |                            |
|                         | Herne 28.08.2010 15:00 Uhr |  | Bochum Miners | \| \| 30 : 24 \| \| \| \| | Kiel Baltic Witches |  | Sportplatz Zum Schultenhof |
| (12:0, 12:12, 6:6, 0:6) | Herne 28.08.2010 15:00 Uhr |  | Bochum Miners |                           | Kiel Baltic Witches |  | Sportplatz Zum Schultenhof |
|                         | 30 : 24                    |  |               |                           |                     |  |                            |
|                         |                            |  |               |                           |                     |  |                            |

|              |                                   |  |                           |                          |                            |  |                   |
|              | Wolfenbüttel 12.09.2010 16:00 Uhr |  | Wolfenbüttel Black Widows | \| \| 0 : 20 \| \| \| \| | Mainz Golden Eagles Ladies |  | Lessingrealschule |
| Spielwertung | Wolfenbüttel 12.09.2010 16:00 Uhr |  | Wolfenbüttel Black Widows |                          | Mainz Golden Eagles Ladies |  | Lessingrealschule |
|              | 0 : 20                            |  |                           |                          |                            |  |                   |
|              |                                   |  |                           |                          |                            |  |                   |

Das zweite Halbfinalspiel wurde mit 20:0 für die Mainz Golden Eagles Ladies gewertet, da die Black Widows nach mehreren Spielverschiebungen aufgrund der Wetterverhältnisse auf eine Teilnahme verzichteten.

#### Finale
|                                    |                  |  |               |                          |                            |  |                            |
|                                    | Herne 16:10.2010 |  | Bochum Miners | \| \| 32 : 0 \| \| \| \| | Mainz Golden Eagles Ladies |  | Sportplatz Zum Schultenhof |
| (6:0, 6:0, 20:0, 0:0) Spielbericht | Herne 16:10.2010 |  | Bochum Miners |                          | Mainz Golden Eagles Ladies |  | Sportplatz Zum Schultenhof |
|                                    | 32 : 0           |  |               |                          |                            |  |                            |
|                                    |                  |  |               |                          |                            |  |                            |